# Leszek Mizieliński
Leszek Mizieliński (ur. 10 maja 1954 w Kolonii Sielce, zm. 16 stycznia 2017 w Warszawie) – polski polityk i samorządowiec, w latach 2001–2006 wojewoda mazowiecki.

## Życiorys
Syn Tadeusza i Wandy. Ukończył studia na Wydziale Dziennikarstwa i Nauk Politycznych Uniwersytetu Warszawskiego.
W latach 1985–1988 pełnił obowiązki dyrektora departamentu w Ministerstwie Gospodarki Materiałowej i Paliwowej. Następnie pracował w Agencji Rozwoju Przemysłu. Od 1994 do 1999 był zastępcą prezydenta Warszawy. W latach 1998–2001 zasiadał w Sejmiku Województwa Mazowieckiego I kadencji, pełniąc w tym okresie funkcję wicemarszałka. W okresie 2001–2006 zajmował stanowisko wojewody mazowieckiego. Po odwołaniu powrócił do pracy w ARP S.A., a w 2007 został pełnomocnikiem wójta gminy Jaktorów.
Był jednym z założycieli Socjaldemokracji Rzeczypospolitej Polskiej i Sojuszu Lewicy Demokratycznej, z ramienia którego kandydował bez powodzenia w wyborach parlamentarnych w 2005 i 2007.
W 2005 otrzymał Krzyż Oficerski Orderu Odrodzenia Polski.
Pochowany 20 stycznia 2017 na cmentarzu przy ul. Borkowskiej w Warszawie.